# Морски парк Остров Мафия
Морски парк Остров Мафия е защитена област в близост до остров Мафия, Танзания в Индийския океан.
Паркът е основан през 1994 и е първият подобен в Танзания. Обхваща южния край на остров Мафия и залива Чоле, както и делтата на река Руфиджи на запад. Покрива територия от 822 квадратни километра, а в мангровите гори и кораловия риф живеят повече от 400 вида риба  и 48 вида твърди корали.  Освен това, на територията на парка се срещат 5 вида морски костенурки и един вид акули, както и 48 вида твърди корали.